# Marco dall'Aquila
Marco dall'Aquila (né v. 1480 à L'Aquila
et mort en un lieu inconnu après 1538) est un compositeur italien de la Renaissance.

## Biographie
Marco dall'Aquila était un luthiste vénitien et un compositeur de Ricercare polyphonique. Il a souvent participé à des concerts dans les maisons des nobles de la ville et a publié, en 1505, Tabullatura et rasone de metter ogni canto à liuto.

## Œuvres
- Ricercar No.16, pour luth
- Ricercar No.33, pour luth
- Ricercar
- Il est Bel et Bon
- Ricervar Lautre Jour, No 101
- Nous Bergiers
- La Traditora, No 3
- La Traditora, No 2
- La Battaglia (après Janequin)
- La cara cosa, pour luth (no 36f)
- Ricercar/Fantasia pour luth
- Ricercar pour luth (no 24)
- Ricercar pour luth (no 16)
- La traditora, pour luth (no 38)
- Priambolo pour luth (no 71)
- Amy souffrez, pour luth (no 62)
- Ricercar pour luth (no 19)
- Ricercar pour luth (no 101)
- Ricercar/Fantasia pour luth (no .26)
- Ricercar pour luth (no 28)
- Ricercar pour luth (no 70)
- Ricercar pour luth (no 22)
- Ricercar pour luth (no 18)
- Ricercar pour luth (no 15)
- Ricercar/Fantasia pour luth
- Ricercar pour luth (no .26)
- Ricercar pour luth (no .17)
- Ricercar pour luth (no .13)
- Ricercar pour luth (no .20)
- Fantasia pour luth (no .27)
- Ricercar pour luth (no .6)
- Fantasia pour luth (no .9)
- Pioverin, pour luth
- Il Marchese di Saluzzo, pour luth
- Fantasia, pour luth (no .28)
- Ricercar, pour luth (no .4)
- Ricercar, pour luth (no .2)
- Ricercar, pour luth (no .5)
- Pomo, pour luth
- Pavana, pour luth
- Piva, pour luth
- Tocha tocha la canella, pour luth
- Fantasia, pour luth (no .7)
- Carnalesca, pour luth
- Donne impresteme il vostro burato da buratare la mia farina, pour luth[3]